# Junkie Spiderman
Junkie Spiderman è un singolo del rapper italiano DrefGold, pubblicato il 14 marzo 2024.

## Tracce
1. Junkie Spiderman – 2:59

## Formazione
- DrefGold – voce
- Brige – produzione
- Kiid – produzione